# Nizjnekamtsjatsk
Nizjnekamtsjatsk (Russisch: Нижнекамчатск; "Beneden de Kamtsjatka(rivier)") was een plaats en voormalig Kozakken-fort in het huidige gemeentelijke district Oest-Kamtsjatski van de Russische oblast Kamtsjatka.
De plaats ontstond in de winter van 1701 op 1702 op de plek van de huidige plaats Kljoetsji, aan de instroom van de Kootsj (Jelovka) in de Oejkoal (Kamtsjatka) als een winternederzetting onder leiding van sotnik Timofej Kobelev, waar jasak werd ingezameld onder de lokale Itelmenen en verstuurd werd via Anadyrsk naar Jakoetsk. In 1704 liet Kobelevs opvolger Michail Zinovjev de nederzetting verplaatsen en er een houten palissadewand omheen bouwen als verdediging tegen de Itelmenen. Van 1705 tot 1706 werd het houten Kozakken-fort Nizjnekamtsjatski ostrog gebouwd in opdracht van koopman Kolesov. De nederzetting die erbij ontstond werd Nizjnekamtsjatskoje genoemd. Van 1728 tot 1729 verbleef Vitus Bering er meerdere malen tijdens de Eerste Kamtsjatka-expeditie. Hij liet de Itelmenen die voor hem wilden werken in die tijd vrijstellen van jasak. De Kozakken in de ostrog waren echter bang voor represailles vanuit Jakoetsk als ze de jasak niet zouden innen en, na Berings vertrek, eisten ze alsnog de jasak op van de Itelmenen die voor Bering hadden gewerkt. Dit vormde een van de oorzaken van de Kamtsjadalenopstand, waarbij de ostrog in 1731 door brand werd verwoest. Het fort werd daarop 90 kilometer zuidelijker weer opgebouwd aan het Sjantalmeer (nu Azjabatsjemeer genoemd) en om die reden omgedoopt tot Nizjnesjantalski ostrog. Een jaar later, in 1732, werd het fort echter weer omgedoopt tot Nizjni Kamtsjadalski ostrog en in 1742 tot Nizjni Kamtsjatski ostrog. De plaats vormde vanaf 1783 lange tijd het bestuurlijk centrum van het noordelijk deel van het koloniale Russische Kamtsjatka, eerst onder jurisdictie van de oblast Ochotsk en vanaf 1805 onder jurisdictie van het gouvernement Irkoetsk. Eind 19e eeuw verloor de plaats echter haar strategische waarde en stonden er nog slechts 20 huizen, waar ongeveer 120 mensen woonden. De inwoners hielden zich toen vooral bezig met de jacht en visserij en de handel met de lokale Itelmenen.
Na de Russische Revolutie waren de Kozakken uit de gratie en werd gekozen voor de kustplaats Oest-Kamtsjatsk als bestuurlijk centrum van het nieuwe district Oest-Kamtsjatski. In de jaren van het sovjetbeleid voor de concentratie van de bevolking in een klein aantal plaatsen in de jaren 60 werd Nizjnekamtsjatsk net als veel andere plaatsen gesloten. Op 29 maart 1968 werd de plaats formeel opgeheven.